# 石川吾郎
石川 吾郎（いしかわ ごろう、1949年（昭和24年）7月11日 - ）は、北海道生まれの画家、イラストレーター。創形美術学校版画研究科卒業、日本出版美術連盟会員。

## 略歴
1949年、北海道に生まれる。学研『週刊パーゴルフ』杉原輝雄イラストレッスンでイラストレーターとしてデビューした。1977年、銀座の藍画廊で個展。1987年、四谷ギャラリーモール個展。2000年、ロイヤルサロン銀座個展、2009年、ロイヤルサロン銀座ギャラリーバー naguneで個展。
1998年からロイヤルサロン銀座グループ展「麗展」を毎年開催している。

## 主な掲載紙
- 『特選小説』（総合図書出版）
- 『マドンナ文庫』（二見書房）
- 『東京スポーツ新聞』
- 『スポーツニッポン』

上記のほか、漫画誌の表紙や挿絵を手がける。